# Olivares (Granada)
Olivares és una localitat i pedania espanyola adscrita al municipi de Moclín, a la província de Granada. És a l'extrem oriental de la comarca de Loja. Prop d'aquesta localitat hi ha els nuclis de Tiena, Moclín i Búcor. Segons l'Institut Nacional d'Estadística l'any 2023 Olivares comptava amb 877 habitants censats, la qual cosa representa el 24,65% de la població total del municipi.
| Gràfica d'evolució demográfica de Olivares entre 2013 i 2023 |
|                                                              |